# Солид
Солид (от на латински: solidus – твърд, масивен) е римска златна монета, пусната в обращение през 309 г. от император Константин I Велики. Теглото ѝ било 1/72 от римския фунт (4,55 г). Тя заменила в качеството на основна златна монета ауреуса. През 314 г. е въведена в западната част на Римската империя, а през 324 г. – на цялата територия на империята. Дълго време тя остава основната монетна платежна единица в Римската империя, а след това и във Византия. Гръцкото название на византийския солид е номизма (nómisma), а в Европа е често наричана безант или бизантин.
Освен солида са се секли и златни монети със стойност 1/2 от солида (семис) и 1/3 от солида (триенс, във Византия по-известна като тремис).
- Солид на император Константин II (316 – 340)
- Солид на император Лъв I (457 – 474)
- Солид на император Юстиниан II (527 – 565)
- Солид на император Юстин II (565 – 578)
- Номизма на император Йоан I Цимиски (969 – 976)
- Номизма на император Константин VIII (1025 – 28)